# Eric Anders Enholm
Eric Anders Enholm, född 18 april 1758 i Kisa församling, Östergötlands län, död 29 maj 1817 i Å församling, Östergötlands län, var en svensk präst.

## Biografi
Eric Anders Enholm föddes 1758 i Kisa församling. Han var son till komministern Johan Enholm i Hogstads församling. Enholm blev 1780 student vid Uppsala universitet och prästvigdes 16 juni 1784. Han blev 25 oktober 1796 komminister i Styra församling, tillträdde 1798 och avlade pastoralexamen 14 juni 1809. Enholm blev 18 oktober 1813 kyrkoherde i Å församling, tillträde 1815. Han avled 1817 i Å församling.

### Familj
Enholm gifte sig 1788 med Sophia Lovisa Sik (1755–1833). De fick tillsammans barnen komministern Johan Erik Enholm i Asks församling, Catharina Sophia Enholm som var gift med komministern E. L. Nathell i Skänninge församling och Gustaf Henric Enholm (1796–1796).